# بليتش (الموسم 15)
غزو فرق الحماية 13 (護廷十三隊侵軍篇 غويته جوسان تاي شينغَن هِن) هو الموسم الخامس عشر من أنمي بليتش، ويحتوي على 26 حلقة. قام بإخراج الموسم نوريوكي أبيه وأنتجه تلفاز طوكيو و‌دنستو و‌إستديو بيرو. الموسم مقتبس من مانغا بنفس الاسم للمؤلف تايت كوبو ولكن بقصة حصرية لمسلسل الأنمي فقط. يحكي الموسم عن اختفاء عدد كبير من الشينيغامي وقيام إيتشيغو كوروساكي وأصدقائه بالتحري عن هذا الأمر، ومما يبدو أن هناك مؤامرة كبيرة وراء هذه الأحداث الغريبة. وأثناء ذلك فإن إيتشيغو يكافح مع تلاشي قواه الروحية بسبب معركته السابقة ضد سوسكي آيزن.
بدأ عرض الموسم في اليابان على تلفاز طوكيو ابتداءً من 12 أبريل 2011 وحتى 4 أكتوبر 2011. أصدرت أنيبلكس 6 مجلدات بصيغة دي في دي في اليابان ابتداءً من 22 فبراير 2012 وحتى 25 يوليو 2012.
يحتوي الموسم على 3 شارات موسيقية: شارة للبداية وشارتان للنهاية. شارة البداية هي «أزرق» (BLUE) من أداء فيفيد. شارة النهاية الأولى هي "طائر أزرق" (アオイトリ "أوي توري") من أداء فوميكا، واِستُخدِمت من الحلقة 317 وحتى الحلقة 329، لتحل محلها شارة النهاية الثانية بعنوان «هاروكا كاناتا» (Haruka Kanata) من أداء آنليميتس، واِستُخدِمت من الحلقة 330 وحتى الحلقة 342.

## قائمة الحلقات
| الرقم | عنوان الحلقة                                                                                | فصول المانغا | تاريخ العرض الأصلي |
| ----- | ------------------------------------------------------------------------------------------- | ------------ | ------------------ |
| 317   | «حادثة غريبة في السيريتي؟! فصل الجيش الغازي للغوتاي 13!» (瀞霊廷に異変?!護廷十三隊侵軍篇！) | حصرية        | 12 أبريل 2011      |
| 318   | «رينجي ضد روكيا؟! معركة مع الرفقاء!» (恋次ＶＳルキア?!仲間との戦い！)                       | حصرية        | 19 أبريل 2011      |
| 319   | «شبكة إيتشيغو للصيد! الهروب من مجتمع الأرواح!» (一護捕縛網！尸魂界を脱出せよ！)             | حصرية        | 26 أبريل 2011      |
| 320   | «تجمع الغوتاي 13 في العالم الحقيقي!» (護廷十三隊、現世に集結！)                             | حصرية        | 3 مايو 2011        |
| 321   | «مواجهة الذات المشتركة، إكاكو ضد إكاكو!» (自分同士の対決、一角VS一角！)                     | حصرية        | 10 مايو 2011       |
| 322   | «اشتباك! روكيا ضد روكيا!» (激突！ルキアVSルキア！)                                          | حصرية        | 17 مايو 2011       |
| 323   | «احمِ إيتشيغو! عزيمة نوزومي» (護れ一護！望実の決意)                                          | حصرية        | 24 مايو 2011       |
| 324   | «استعادة السيريتي! تحرك القادة!» (瀞霊廷奪還へ！隊長たち、動く！)                           | حصرية        | 31 مايو 2011       |
| 325   | «لأجل المؤمنين! بياكويا ضد هيتسوغايا!» (信ずるものの為に！白哉vs日番谷！)                   | حصرية        | 7 يونيو 2011       |
| 326   | «اثنان من هيناموري، قرار هيتسوغايا» (ふたりの雛森、日番谷の覚悟)                            | حصرية        | 14 يونيو 2011      |
| 327   | «كبرياء عائلة كوتشيكي! بياكويا ضد بياكويا!» (朽木家の誇り！白哉VS白哉！)                    | حصرية        | 21 يونيو 2011      |
| 328   | «اهزم كاغيروزا! حرب الشينيغامي!» (影狼佐を倒せ！死神、総力戦！)                             | حصرية        | 28 يونيو 2011      |
| 329   | «البحث العلمي المحرم... سر هوزومي المخفي!» (禁断の研究…望実に隠された秘密！)                | حصرية        | 5 يوليو 2011       |
| 330   | «أريد أن أعيش...! زانباكتو نوزومي» (生きたい…！望実の斬魄刀)                                | حصرية        | 12 يوليو 2011      |
| 331   | «لأجل القتال! نوزومي المتيقظ!» (戦うために！ 目覚めよ望実！)                                | حصرية        | 19 يوليو 2011      |
| 332   | «الريغاي الأكثر شرًا يظهر في العالم الحقيقي!» (最凶の霊骸、 現世に現る！)                    | حصرية        | 26 يوليو 2011      |
| 333   | «تدمير نوزومي؟ قرار جينريوساي!» (望実を消す!? 元柳斎の決断！)                               | حصرية        | 2 أغسطس 2011       |
| 334   | «الرياتسو المستنفذ! إيتشيغو، نضال الموت للروح!» (失われる霊圧！ 一護、魂の死闘！)           | حصرية        | 9 أغسطس 2011       |
| 335   | «مختبئ في الدانجاي؟ إيتشيغو آخر؟!» (断界に潜伏？もう一人の一護！？)                         | حصرية        | 16 أغسطس 2011      |
| 336   | «طارد كاغيروزا! التسلل إلى قسم التطوير التقني!» (影狼佐を追え！技術開発局、潜入！)          | حصرية        | 23 أغسطس 2011      |
| 337   | «مطور الأرواح المعدلة» (改造魂魄の開発者)                                                   | حصرية        | 30 أغسطس 2011      |
| 338   | «أفكار كون، أفكار نوزومي» (コンの想い、望実の想い)                                          | حصرية        | 6 سبتمبر 2011      |
| 339   | «احمِ إيتشيغو! روابط الأصدقاء!» (一護を護れ！仲間たちの絆！)                                 | حصرية        | 13 سبتمبر 2011     |
| 340   | «ريغاي ضد الأصلي، القتال الضاري للكبرياء المُراهَن عليه!» (霊骸VS原種、誇りをかけた激闘！)    | حصرية        | 20 سبتمبر 2011     |
| 341   | «ختام فصل الجيش الغازي!» (侵軍篇、最終決着！)                                               | حصرية        | 27 سبتمبر 2011     |
| 342   | «شكرًا لك» (ありがとう)                                                                      | 423          | 4 أكتوبر 2011      |

## إصدارات منزلية
| المجلد | تاريخ الإصدار  | الحلقات | مرجع   |
| ------ | -------------- | ------- | ------ |
| 1      | 22 فبراير 2012 | 317–321 | [ 4 ]  |
| 2      | 21 مارس 2012   | 322–325 | [ 9 ]  |
| 3      | 25 أبريل 2012  | 326–329 | [ 10 ] |
| 4      | 23 مايو 2012   | 330–333 | [ 11 ] |
| 5      | 27 يونيو 2012  | 334–337 | [ 12 ] |
| 6      | 25 يوليو 2012  | 338–342 | [ 5 ]  |